# Albania ai Giochi della XXXI Olimpiade
L'Albania ha preso parte ai Giochi Olimpici di Rio con una delegazione di sei atleti, tre uomini e tre donne.
Portabandiera alla cerimonia di apertura è stata Luiza Gega.
Come nelle partecipazioni precedenti, l'Albania non ha conquistato nessuna medaglia. 
La migliore prestazione è stata ottenuta dal sollevatore Calja Briken che si è classificato al quinto posto nella categoria fino ai 69 kg.

## Delegazione
| Sport             | Uomini | Donne | Totale |
| ----------------- | ------ | ----- | ------ |
| Atletica leggera  | 1      | 1     | 2      |
| Nuoto             | 1      | 1     | 2      |
| Sollevamento pesi | 1      | 1     | 2      |
| Totale            | 3      | 3     | 6      |

## Risultati

### Atletica leggera
| Q | Qualificato al turno successivo per la posizione in qualificazione                                                           |
| q | Qualificato per il turno successivo per ripescaggio o, negli eventi su campo, conquistando la misura minima per qualificarsi |

Maschile
Eventi su campo
| Izmir Smajlaj | Salto in lungo | 7.72 | 21° | Non qualificato | Non qualificato | Non qualificato | Non qualificato | Non qualificato | Non qualificato |

Femminile
Eventi su pista e strada
| Luiza Gega | 3000 m siepi | 9'58"49 | 16° | Non qualificata | Non qualificata | Non qualificata | Non qualificata | Non qualificata | Non qualificata |

### Nuoto
Maschile
| Sidni Hoxha | 50 m stile libero | 22"80 | 41° | Non qualificato | Non qualificato | Non qualificato | Non qualificato | Non qualificato | Non qualificato |

Femminile
| Nikol Merizaj | 100 m stile libero | 59"99 | 43° | Non qualificata | Non qualificata | Non qualificata | Non qualificata | Non qualificata | Non qualificata |

### Sollevamento pesi
Maschile
| Atleta       | Evento | Strappo   | Strappo    | Slancio   | Slancio    | Totale | Classifica |
| Atleta       | Evento | Risultato | Classifica | Risultato | Classifica | Totale | Classifica |
| ------------ | ------ | --------- | ---------- | --------- | ---------- | ------ | ---------- |
| Briken Calja | 69 kg  | 145       | 5°         | 181       | 5°         | 326    | 5°         |

Femminile
| Atleta         | Evento | Strappo   | Strappo    | Slancio   | Slancio    | Totale | Classifica |
| Atleta         | Evento | Risultato | Classifica | Risultato | Classifica | Totale | Classifica |
| -------------- | ------ | --------- | ---------- | --------- | ---------- | ------ | ---------- |
| Evagjelia Veli | 53 kg  | 75        | 8°         | 90        | 8°         | 165    | 8°         |